# Distrito de Dokolo
El distrito de Dokolo pertenece a la República de Uganda, se localiza en la región norteña de la república recientemente mencionada. Su capital, la ciudad de Dokolo, es el origen del nombre del distrito de Dokolo.
Este distrito posee una población de 183 093 habitantes según las cifras del censo realizado en el año 2014.